# Джо Сімпсон
Джо Сімпсон (Joe Simpson нар. 1960 року) - британський альпініст, письменник і мотиваційний промовець. Під час сходження в Перу 1985 року він зазнав важких травм і після падіння в розколину його напарник Саймон Йейтс вважав, що він загинув, але він вижив і зумів доповзти до свого базового табору. 1988 року Джо описав пережите у своїй книжці "Дотик до порожнечі", яка була екранізована 2003 року в документальному фільмі з однойменною назвою.

## Ранній період життя
Сімпсон народився 13 квітня 1960 року у родині шотландця та ірландки в Куала-Лумпурі, Малайзія, де його батько служив у британській армії. З 8 років Сімпсон подорожував від однієї школи до іншої в Британії та різних країнах, де служив його батько. Сімпсон почав займатися скелелазінням після того, як його познайомив з цим видом спорту викладач коледжу Амплфорт на піку Шрам на пагорбах Гемблтон у північно-східному Йоркширі. Йому було 14 років, коли він прочитав книгу Генріха Гаррера "Білий павук" про перше сходження на північну стіну Айґера, здійснене Гаррером разом з Андерлем Гекмайром, Фріцем Каспареком та Людвіґом Фьорґом в 1938 році. Попри описані в книзі небезпеки, притаманні альпінізму, це читання розпалило в Сімпсоні пристрасть до гір.

## Кар'єра альпініста
У 1985 році Сімпсон і його напарник з альпінізму Саймон Йейтс здійснили перше сходження на раніше неподолану західну стіну Сіула-Ѓранде (6 344 м) в Кордильєрах Уайхуаш у перуанських Андах. Під час спуску Сімпсон зламав праву ногу, впавши. Йейтс спробував врятувати Сімпсона, зв'язавши їх разом мотузкою, причому Йейтс спустив Сімпсона настільки низько з гори, наскільки дозволяла їхня мотузка, а потім спустився сам і повторив процес. Однак, коли погодні умови погіршилися і видимість зменшилася, він несвідомо опустив Сімпсона на край урвища. Сімпсон не міг піднятися по мотузці, а Йейтс не міг витягнути його нагору через власну нестійку позицію. Щоб не зірватися з гори самому, Йейтс був змушений перерізати мотузку. Після повернення до Британії Йейтс зазнав критики за те, що перерізав мотузку.
Невдовзі після цього Сімпсон опублікував статтю про випробування на Сіула-Ѓранде в альпіністському виданні, а згодом написав бестселер "Дотик до порожнечі" ("Touching the Void"). Книжка була перекладена 23 мовами та продана накладом майже два мільйони примірників по всьому світу. Сімпсон продовжив розповідь про експедицію на Сіула Ѓранде у своїй книжці "Ця гра привидів"[9], а Йейтс — у книжці "Проти стіни"[10]. 2003 року за мотивами книжки було знято кінофільм. Він має форму документальної драми зі сценами сходжень, знятими в європейських Альпах і перуанських Андах, а також інтерв'ю з Сімпсоном, Йейтсом і третім учасником експедиції Річардом Гокінгом (який не займався альпінізмом).
Через травми ніг, отримані на Сіула Гранде, Сімпсон переніс шість хірургічних операцій. Лікарі сказали йому, що він більше ніколи не зможе піднятися на гору і що йому буде важко ходити до кінця життя. Однак після двох років реабілітації він повернувся до альпінізму.

## Подальша діяльність
У його пізніших документальних книжках описані інші експедиції та зміни у ставленні до екстремального альпінізму, спричинені численними смертями, які супроводжували сходження. Невдале падіння призвело до перелому лівої щиколотки Сімпсона під час сходження з Малом Даффом у 1991 році на Пачермо в Непалі, і описано в його третій книжці "Ця гра привидів" (This Game of Ghosts). Сімпсон також здійснив шість невдалих спроб сходження на північну сторону Айґера з 2000 по 2003 рік зі своїм постійним напарником зі сходження Реєм Ділейні, всі вони були перервані через погану погоду[11]. За однією з його книжок, "Вабляча тиша", був знятий документальний фільм, показаний на Channel 4 у жовтні 2007 р.[12] Книжка стала лауреатом премії National Outdoor Book Award 2003 року (категорія "Література про подорожі просто неба").